# نیکولاس گریمشاو

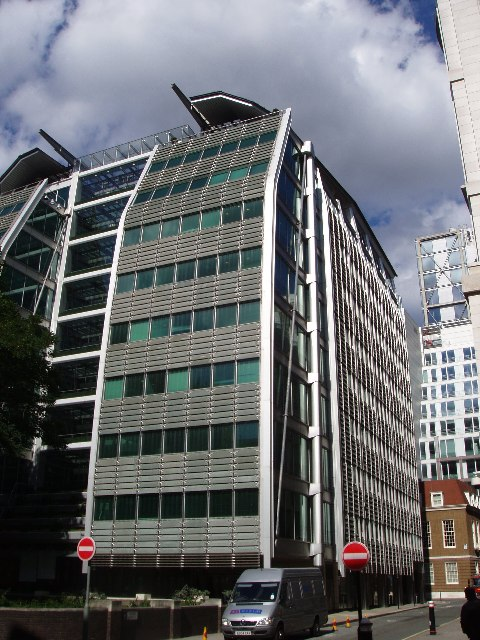
نمونه‌ای از معماری نیکولاس گریمشاو

نیکولاس گریمشاو (انگلیسی: Nicholas Grimshaw؛ زادهٔ ۹ اکتبر ۱۹۳۹) یک معمار اهل بریتانیا است.